# Bessel Kok
Bessel Kok (* 13. prosince 1941, Hilversum, Nizozemsko) je nizozemský podnikatel, žijící od poloviny 90. let 20. st. v Praze. Je jedním ze zakladatelů mezibankovní sítě SWIFT. Pracoval také ve vrcholovém managementu v telekomunikacích. Je bývalým prezidentem šachové Velmistrovské asociace.

## Život
Od útlého věku pomáhal své matce s vedením penzionu, který rodině zůstal po otcově smrti. Než odešel do školy, chystal hostům snídaně, večer opět pomáhal v kuchyni, myl nádobí, uklízel.
V roce 1959 začal studovat politické vědy na univerzitě. Byl politicky aktivní a připojil se k uskupení Polythea, což bylo levé křídlo marxistů. „Byl jsem přesvědčen, že kapitalismus je ta nejhorší věc, jaká člověka v jeho dějinách potkala,“ říká Kok. Po dvou letech studia zanechal a pracoval několik měsíců jako novinář v Německu. Pak se vrátil na univerzitu do Nizozemska, kde začal studovat ekonomii. Byl stále zastáncem socialismu, a vydal se proto do Československa, kde se chtěl v praxi seznámit s kolektivistickým hospodářstvím. Poměry v JZD v Loděnicích na Berounsku ho však dovedly k opuštění levicových názorů.
V 70. letech 20. stol. se stal spoluzakladatelem mezibankovní sítě SWIFT. „Bylo to celé dost riskantní. Měli jsme velmi málo kapitálu a obrovské půjčky s vysokým úrokem,“ uvedl Kok. Systém byl vyvíjen čtyři roky, v letech 1973 až 1977. Dne 2. května 1977 přes něj byla provedena první bankovní platba. „Všichni seděli u dálnopisu, kdyby se to nepovedlo. Nikdo nevěřil, že jde poslat platbu přes počítač,“ dodal. Kok systém zprovozňoval i v Československu v 80. letech. Společnost je stále registrována v Belgii jako bankovní družstvo a má téměř 3000 zaměstnanců.
V roce 1989 ve SWIFTU skončil a stal se ředitelem belgického Telekomu. Pracoval také v České republice v SPT Telecom. Jako manažer pracoval v telekomunikacích také v Japonsku a od roku 2007 dva roky i v telekomunikační společnosti v ukrajinském Doněcku a dalších pět let v Kyjevě. „Vztahy mezi Ukrajinci a Rusy byly naprosto vřelé a přátelské,“ vzpomněl na tehdejší dobu.
Po ruské invazi na Ukrajinu v únoru 2022 se o SWIFTU začalo hovořit jako o nástroji ekonomických sankcí vůči Rusku. Kok ho v této souvislosti považuje za velice efektivní, protože banky dnes bez něj nedokážou fungovat „ani minutu“. „Co se mi nelíbí, je to, že odpojí jen některé ruské banky. Já jsem pro úplné odpojení, i když nás to bude bolet,“ uvedl Kok.

## Zájmy

### Film
V roce 2002 byl Kok spolu se slovenským režisérem Matejem Mináčem producentem filmu The Power of Good: Nicholas Winton (Síla lidskosti: Nicolas Winton) o britském byznysmenovi, jehož aktivity pomohly zachránit stovky převážně židovských dětí z okupovaného území Československa před transportem do nacistických koncentračních táborů. Film v roce 2002 získal Cenu Emmy.

### Šachy
Společnost SWIFT i Český Telecom pod jeho vedením sponzorovaly nejvýznamnější šachové turnaje 80. a 90. let, kterých se účastnilli světoví velmistři včetně Anatolije Karpova a Garriho Kasparova. Je podporovatelem nejsilnějšího českého otevřeného mezinárodního šachového turnaje TEPLICE OPEN.